# Kup europskih prvaka 1982./83. (vaterpolo)
Ovo je dvadeseto izdanje Kupa europskih prvaka. Još u skupinama ispali su ČH Košice, Jug, De Robben i Marseille.
Poluzavršnica
- Vasas (Mađarska) - Spandau (Njemačka) 10:11, 10:12 (ukupno 20:23)
- Pro Recco (Italija) - Dinamo Alma-Ata (SSSR) 9:8, 7:9 (ukupno 16:17)

Završnica
- Dinamo Alma-Ata - Spandau 10:7, 6:10 (ukupno 16:17)

- sastav Spandaua (prvi naslov): Peter Röhle, Thomas Loebb, Frank Otto, Kude, Armando Fernández, Loeck, Kison, Otte, Hagen Stamm, Roland Freund, Biegel, Schutzel